# Longford (miasto w Irlandii)
Longford (irl. An Longfort) – miasto w środkowej Irlandii, w prowincji Leinster, stolica hrabstwa Longford. Miasto zamieszkuje około 8 002 mieszkańców (2011).

## Historia
Miasto zostało założone przez wikingów jako Long Phoirt (port lub fort). Celtyckie panowania nad okolicą zaczęło się dopiero wraz z rosnącą potęgą lokalnego klanu Farrelów, który to przejął kontrole nad miastem w XII wieku. 
W 1700 roku angielscy władcy dostrzegli strategiczne położenie miasta i utworzyli tu baraki wojskowe dla kawalerii oraz artylerii, dając swoim oddziałom możliwość ataku na zachodnią i północną część wyspy. Longford odegrało ważną rolę w powstaniu z 1798 roku – nieudanym zrywie niepodległościowym zorganizowanym przy pomocy i inspiracji Francji. Miasto oraz hrabstwo, podobnie jak cała Irlandia najbardziej ucierpiało w okresie wielkiego głodu w połowie XIX wieku, przez co wielu jego mieszkańców zdecydowało się wtedy na emigrację za ocean. Na początku XX wieku centrum handlowe miasta znajdowało się wzdłuż rzeki (dzisiejsza Great Water St) oraz na głównej ulicy, co w późniejszych latach rozciągnęło się również na Ballymahon St oraz Earl St. 
Hrabstwo Longford zawdzięcza imię od wodza nazywanego Farrell, który podróżował na zachód po bitwie pod Clontarf w 1014. Nieopodal obecnego miasta zbudował on fortyfikację w wale obronnym i założył centrum dowodzenia armii zwane jako Longford Ui Ferraill. Przez 600 lat Longford było częścią starożytnego królestwa Annaly gdzie książęta przybierali nazwisko O’Farrell. Do dzisiaj jest to jedno z najbardziej licznych nazwisk w Longford.